# Lijst van burgemeesters van Diessen
Dit is een lijst van burgemeesters van de voormalige Nederlandse gemeente Diessen tot die gemeente op 1 januari 1997 opging in de gemeente Hilvarenbeek.
| Ambtsperiode | Naam burgemeester                 | Partij of stroming | Bijzonderheden     |
| ------------ | --------------------------------- | ------------------ | ------------------ |
| 1810 - 1844  | Adrianus Jacobus Lombarts         |                    | eerst maire/schout |
| 1845 - 1852  | Norbertus E. van Dijck            |                    |                    |
| 1852 - 1863  | Bernardus E.A. van Dijck          |                    |                    |
| 1863 - 1900  | Maximiliaan Martines van Dijck    |                    |                    |
| 1900 - 1922  | Johannes J. Heuvelmans            |                    |                    |
| 1923 - 1931  | Gerardus Nijssen                  |                    |                    |
| 1931 - 1943  | Anton (A.J.L.) Voets              |                    |                    |
| 1943 - 1944  | J. Timmermans                     | NSB                |                    |
| 1944 - 1947  | Marinus Roozen                    |                    | waarnemend         |
| 1947 - 1959  | Peter Johannes Wijnhoven          |                    |                    |
| 1960 - 1973  | Goswinus Johannes Henricus Otjens |                    |                    |
| 1973 - 1997  | Ruud (R.J.G.M.) Reinders          | KVP / CDA          |                    |